# 法政大学清国留学生法政速成科
法政大学清国留学生法政速成科（日语：ほうせいだいがくしんこくりゅうがくせいほうせいそくせいか）是一所日本法政大学设置的面向清朝留学生速成班，学业历时一年，最长一年半。

## 历史

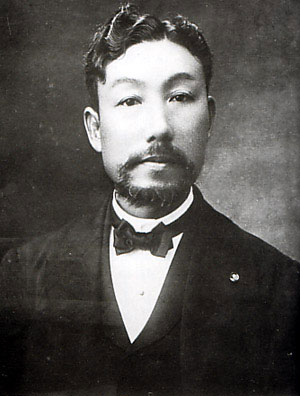
梅謙次郎

据曹汝霖回忆录《一生之回忆》，1904年，即将从东京高等师范学校卒业的范源濂，与当时将从东京法学院卒业归国的曹汝霖商议，希望在日本办一个有助于为大清培养法律人才的速成法政班。曹汝霖与法政学校校长梅谦次郎商议，后者同意帮助筹办法政速成科。时任大清驻日公使的杨枢亦同意此事。
梅谦次郎在曹杨两人的倡议和支持下，于1904年改制法政大学，增设清朝留学生速成科，其主要课程包括法律、政治学、西洋史、政治地理学和中文。1908年，速成科结业。四年中速成科共招收五期共2117名学生，学成毕业者986人。
尽管存在时间仅有四年，部分校友对即将到来辛亥革命有重要推动作用，许多对民国历史有重要影响的政治和法律界人士也是速成科出身，《一生之回忆》更強調，清末新政所成立的各省諮議局議員，多數都是法政大學一年速成班的畢業生。
2020年香港中學文憑考試歷史科爭議中，相關試題的第一項歷史資料引用了梅謙次郎的說法，說明這個速成法政班成立的源由，在相關提問中，展示這個速成班有助於中國現代化。

## 著名校友
| - 鄒容 - 陈天华 - 宋教仁 - 胡漢民 - 汪精卫 - 沈钧儒 - 章士釗 - 恩華 - 許同莘 - 郭宗熙 - 李槃 (滿洲國) | - 張知本 - 陳中孚 (1882年) - 陈叔通 - 饒漢祥 - 朱执信 - 汤化龙 - 古应芬 - 曹汝霖 - 王揖唐 - 居正 | - 王用賓 (法政部長) - 丁佛言 - 郑谦 - 王九龄 (民国) - 李文範 - 張一鵬 - 杨度 - 崔廷獻 - 郑钺 - 刘蕃 (民国) |